# 東京乗合自動車

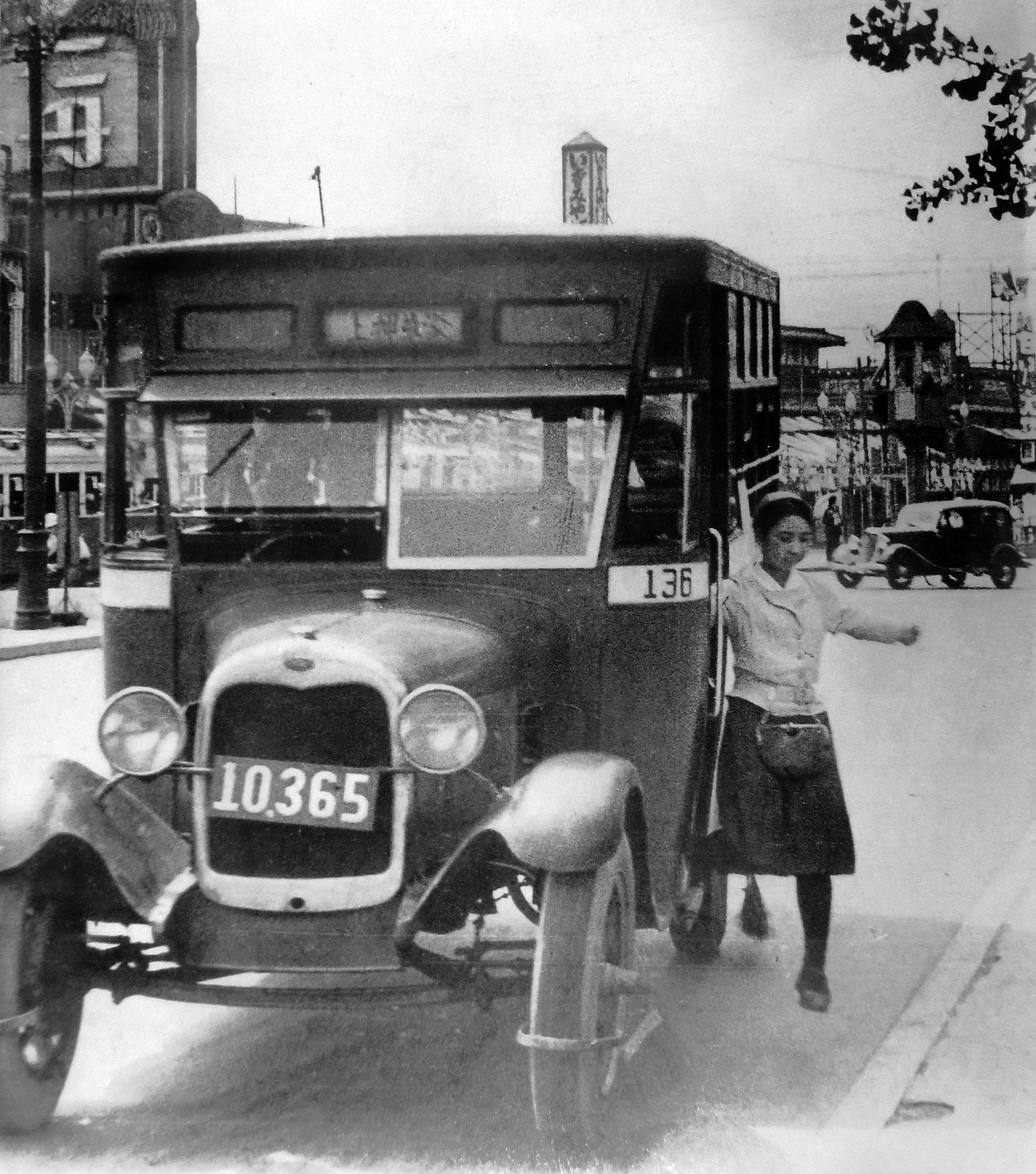
東京乗合自動車のバスと女性車掌（白襟嬢）。（1934年、撮影：石川光陽）

東京乗合自動車（とうきょうのりあいじどうしゃ）は、かつて日本に存在したバス運行会社。設立当初は東京市街自動車（とうきょうしがいじどうしゃ）という社名で、1918年（大正7年）に営業認可を受けた。1919年（大正8年）3月1日から東京市で最初のバス営業運行を行った企業とされる。車体が深緑色を基調とした塗装がなされており、「青バス」という愛称がついた。昭和金融恐慌の引き金となった東京渡辺銀行の破綻に際し、1928年（昭和3年）に社債がデフォルトとなった。その後、経営混乱を来したが、根津嘉一郎が実質的オーナーであった東京地下鉄道傘下に入り、戦時統合によって東京市営（現：都営バス）に吸収された。

## 設立背景

### 日本でのバス営業の状況
1903年（明治36年）大阪で開かれた第五回内国勧業博覧会で、会期中、梅田駅から会場の天王寺公園までの間で蒸気自動車による乗合自動車の運行が行われた。一般には、1903年（明治36年）春に広島県で行われた乗合自動車の運行が日本で初めてとされる。1903年（明治36年）9月に京都市で七条駅から祇園までの運行が始まった。1905年（明治38年）に兵庫県、1906年（明治39年）に大阪府、1910年（明治43年）に長野県、1912年（大正元年）に山口県、1913年（大正2年）に山形県、岐阜県、1914年（大正3年）に徳島県、愛知県、長崎県で乗合自動車営業が許可された。
このような状況のため、東京市街乗合自動車が営業を開始したとき「田舎にはとうの昔にある乗合自動車が、いまさら東京の大通りを走るのも一つの皮肉である」と新聞に書かれている。

### 東京市のバス営業計画
1911年（明治44年）8月、東京市は東京鉄道の路面電車事業と電力供給事業を買収し、東京市電気局（現：東京都交通局）を発足させた。
東京鉄道の買収直後、路面電車の補助的な交通機関として電気駆動のトロリーバスによる運転計画を立案し、1911年（明治44年）12月に警視庁へ認可申請を行った。しかし警視庁は申請を4年間放置し、1915年（大正4年）になって前例がなく、交通取締上の不安ありとして却下した。

### 陸軍の自動車保護政策案
1917年（大正6年）、8月に陸軍は自動車産業の保護法案を議会に提案する意向を示した。陸軍省軍務局砲兵課長であった鈴木孝雄は、東京朝日新聞の取材に対して、第一次世界大戦で自動車輸送が効果を発揮し、またヨーロッパの交戦国が戦争前から民間自動車の保護奨励を行っていたことに着目し、日本でも同様の自動車保護奨励が必要であると説いた。
1918年（大正7年）の帝国議会で、軍用自動車補助法が審議され、3月2日に、貴族院で可決された。これにより、貨物自動車の1トン以上1トン半未満には4,500円、1トン半以上には5,300円の補助金が交付されることになった。当時、輸入されていた該当車輌は約5,000円から5,800円程度で販売されていた。

### 渡辺家の状況
渡辺家は、江戸時代のはじめに摂津国から三河国を経て江戸にやってきた渡辺久右衛門からはじまる。中興の祖とよばれる第8代渡辺治右衛門のときに日本橋魚河岸に一大勢力を築いた。その子、第9代渡辺治右衛門が東京渡辺銀行を経営し、株式と不動産への投資を中心に一族の事業を発展させた。
平民新聞が1906年（明治39年）に発表した東京市の大地主によると渡辺家当主の第9代渡辺治右衛門が108人中第5位であった。「昔は日本橋から上野に帰るまでの道筋は大通りを除いては、たいていが渡辺の地所であり、渡辺の地所でない所は極少なかった《原文ママ》」という伝聞もある。東京市街自動車の初期計画路線として新橋と上野の間をはじめ東京下町一円を中心に計画されており、渡辺家の地所、東京渡辺銀行の営業範囲とほぼ一致していた。
また大正期に渡辺家当主であった第10代渡辺治右衛門は「ダイムラーをはじめ、四、五台の車あり・・・もと車夫に運転させて乗りまわし」というほど自動車マニアであったといわれる。

### 若尾家の状況
甲州財閥の若尾、雨宮、小野、根津などが東京電車鉄道や東京市街鉄道を設立し、東京市内の路線敷設をすすめた。しかし計画線の至るところで渡辺家の所有する地所にかかるため、渡辺家の同意が必要であった。1892年（明治25年）、若尾逸平が東京馬車鉄道を買収すると、第9代渡辺治右衛門を取締役として招いた。これが、若尾家と渡辺家を結ぶ契機になった。
若尾家と渡辺家は、東京瓦斯（現：東京ガス）、東京電燈、信越電力、武蔵電気鉄道（現：東急東横線）などを共同経営するなど、渡辺家は若尾家の傍流とみなされていた。

### 堀内良平の状況
東京市街自動車の設立の中心人物は堀内良平である。1908年（明治41年）に上京した堀内良平は報知新聞の経済記者となり、活動を通じて甲州財閥の面々と知遇をえることに成功した。この人脈をつかい資金を集めて、1911年（明治44年）富士身延鉄道を創立し、専務となる。次に、甲州財閥が東京市内の市電を独占したことに習い、東京市内での乗合バス事業を画策した。
堀内良平は、1913年（大正2年）ごろより乗合自動車の調査研究を始めた。最初の契機は、鉄道資材の輸入で取引のあったセール・フレザー商会の取締役に乗合自動車の交通機関としての将来性を説かれたことが契機となった。
また堀内は、「民間への自動車に補助金を出し、一旦有事の際にはこれを徴用する方針」という陸軍の意向を軍務局長であった奈良武次より情報を得ていた。堀内良平を顕彰した書籍である『富士を拓く』によると、富士身延鉄道が東京渡辺銀行と取引をしており、この縁で渡辺家と相談しながら乗合自動車の設立を計画したと記述がある。

## 設立までの経緯

### 警視庁の許可と東京市の反対
1917年（大正6年）5月、渡辺勝三郎、若尾璋八、堀内良平などの連名が東京市内での乗合自動車の営業許可を警視庁に願い出た。警視庁は東京市に許可の是非を諮問したが、東京市側が反対し、不許可とした。
1918年（大正7年）1月に再度、警視庁に対して営業許可を願い出たところ、7月23日になり一部通行路の修正のうえ許可がおりた。堀内良平によると「美観整備という見地に立って市街から見苦しい荷馬車や荷車を一掃するのを可とし、（中略）トラック運送を許可するが行ってみたら如何か」と話があった。これに対して堀内が「トラックで営業することに成案がないが乗合も同時に許可されるなら」と応じたとしている。
警視庁の許可に対して、東京市は「市営による交通機関の一元運営」を主張し、内務省および警視庁に対して許可撤回を求めた。特に市電を運営していた東京市電気局の局長は憤慨し許可撤回を求める主旨のパンフレットを発行した。一方で、警視庁側の主張は「再三協議し最近に於いても市長助役その他の人々と協議し、その結果支障なきものと認め」許可したとしている。

### 株式の募集
1918年（大正7年）10月1日、東京市街自動車の創立総会が開かれた。資本金は1,000万円、そのうち500万円を軍用自動車補助法の規定の合致した乗合自動車180台、貨物自動車70台を購入する計画であった。社長には渡辺家の渡辺勝三郎、取締役として若尾璋八、堀内良平、渡辺六蔵などが就任した。
第一次世界大戦中の株式ブームの真っ最中であり、東京市と警視庁の乗合自動車事業許可の可否に関する新聞報道で書き立てられたため、株式募集の倍率は50倍に達した。

### 車両の調達
『鉄道軌道経営資料』第81号に掲載された堀内良平への聞き取りには「営業準備に取掛かりまして、最も困難を感じた事は車の買入であります。当時は世界大戦の酣な時分でありましたので、米国でも軍用以外の注文は一切引受けぬということになっておりました。 ……然し丁度幸なことには、横浜に見越し輸入の車で、レパブリック、及びクライスデルの二種、二百台程の手持ちを発見しましたので、これを買取りまして、兎にも角にも当面の急に応ずることになったのであります。」と記述がある。
また、『自動車三十年史』には「何しろ歐洲大戰當時で車輛がなく、外務、陸軍兩省に交渉したが民間には廻せぬといふことであり、困り抜いた末、恰度梁瀬自動車がウーズレーを百數十臺持つてゐたのでこれを購入したのである」と記述されている。
当時、梁瀬自動車に勤務していた田中常三郎は「梁瀬自動車が（東京市街自動車に）納入した車は、アメリカのクライスデル・トラックのシャシにボデーを架装したものです。瓦斯電気の販売所は大手町にあって、インターナショナルを扱っていました。これとクライスデルが盛んに売り込み競争をしました。（中略）結局インターナショナルとクライスデルが25台ずつになりました」と回顧している。
一方、東京石川島造船所（現：IHI）はイギリスのウーズレーから東洋での製造と販売権を取得した。当時、東京石川島造船所の技師であった石井信太郎によると「（大震災の直前に）イギリスのウーズレー会社から2台のトラックを取り寄せ、1台を分解して（中略）、他の1台はボデーを架装して、当時上野と品川間を走っていた青バス（注：東京市街自動車のこと）に提供して、車の使用具合と損傷の度合を調べました」と回顧している。

### 運転手の募集
『鉄道軌道経営資料』第81号に掲載された堀内良平への聞き取りには「会社の見習い運転手には第一回に二百人だけ募集しました。この応募に応じて集まった者無慮二千人、神田の明治会館で三日間にわたって採用試験をするという盛況でありました」と記述がある。

## 社史

### 創立当初

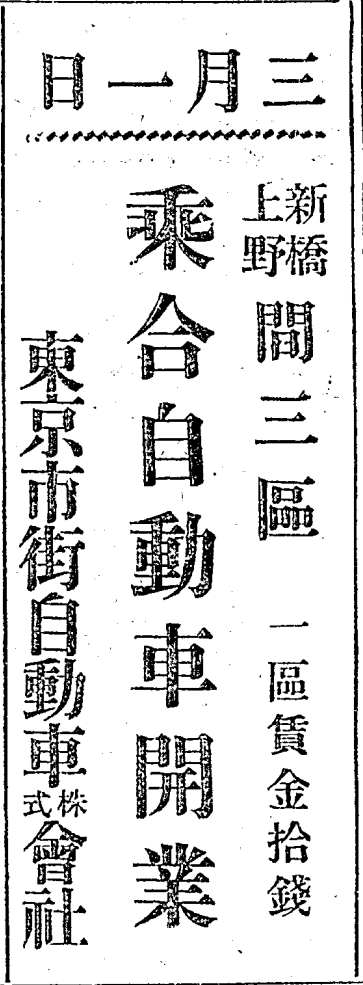
東京市街自動車の開業の新聞広告（朝日新聞1918年2月28日朝刊）

1918年（大正7年）10月に東京市街自動車として設立された。資本金は1,000万円。設立の中心人物は堀内良平であり、甲州財閥に属する実業家や第9代渡辺治右衛門の一門が多数出資した。社長には渡辺家の渡辺勝三郎が、堀内良平は専務取締役に就任した。
1919年（大正8年）3月1日、乗合自動車の事業が許可され、同日から新橋と上野の間、約5.5kmで乗合バスの路線を開業した。同区間に15台を走らせた。運賃は1区10銭で新橋から上野まで乗車すると30銭。営業初日は7,000人の乗客を扱った。

### 苦境期
1920年（大正9年）、1月の月間乗客数が100万人を越え、乗合自動車の所有台数も163両と拡大した。車両の購入にあたっては軍用自動車補助法を活用し、補助金を活用して購入台数を増やした。
しかしその後は不景気の影響で1920年の営業係数は99.4であった。株価も低迷し、25円払込で高値8.5円、最安値3.7円まで暴落した。このころ経営陣の雰囲気は「堀内良平以外の役員全部が会社解散を主張」するような状況であったといわれている。
経営再建のため、1921年（大正10年）資本金を1,000万円から500万円に減資。翌1922年（大正11年）6月には、300万円に減資した。また同月27日に社名を東京乗合自動車に改称し、再出発を図った。
さらに、1923年（大正12年）7月から貨物自動車部門を休止とした。8月には24%出資の東京実用自動車を設立し、ここに貸自動車部門を譲渡した。

### 関東大震災と成長期
1923年（大正12年）9月1日、関東大震災が発生する。東京乗合自動車も約20万6,000円の損害を受けた。乗合自動車は震災に際して「罹災老幼及傷病者」の無料輸送の実施を行った。
東京乗合自動車と競合状態にあった東京市営電車の震災による損害は、営業所の全焼4件、車両焼失777両、軌道損壊152kmに及んだ。市電の運行停止により、東京乗合自動車は営業面で好転した。震災後の東京乗合自動車のバス営業再開は9月10日からであった。9月の営業日数が21日間であったにもかかわらず、この月は乗客数で前月比1.3倍、営業収入が前月2.3倍を記録した。1924年（大正13年）には300万円の増資を行い、翌1925年（大正14年）には東京實用自動車と第二實用自動車を合併し、250万円の増資を行った。震災を期に東京乗合自動車は営業路線を拡大し、成長軌道にのった。
東京市電気局は震災で壊滅状態にあった市電への応急措置として、フォード製の11人乗り自動車を44両を購入し、市電復旧までの補助機関として、1924年（大正13年）1月より市内の乗合自動車の運行を開始した。東京市営の乗合自動車は「円太郎」という愛称がつき、好評を博した。しかし7月末までの期限付き営業免許であったため、市電の復旧が進むと、市営乗合自動車の廃止の是非が問題になった。
1925年（大正14年）には輸送乗客数が2000万人に達した。同年8月に社長が渡辺勝三郎から渡辺六郎に交代した。同年9月に貸自動車部門として分離していた東京実用自動車および第二実用自動車を再合併した。

### 女性車掌の採用

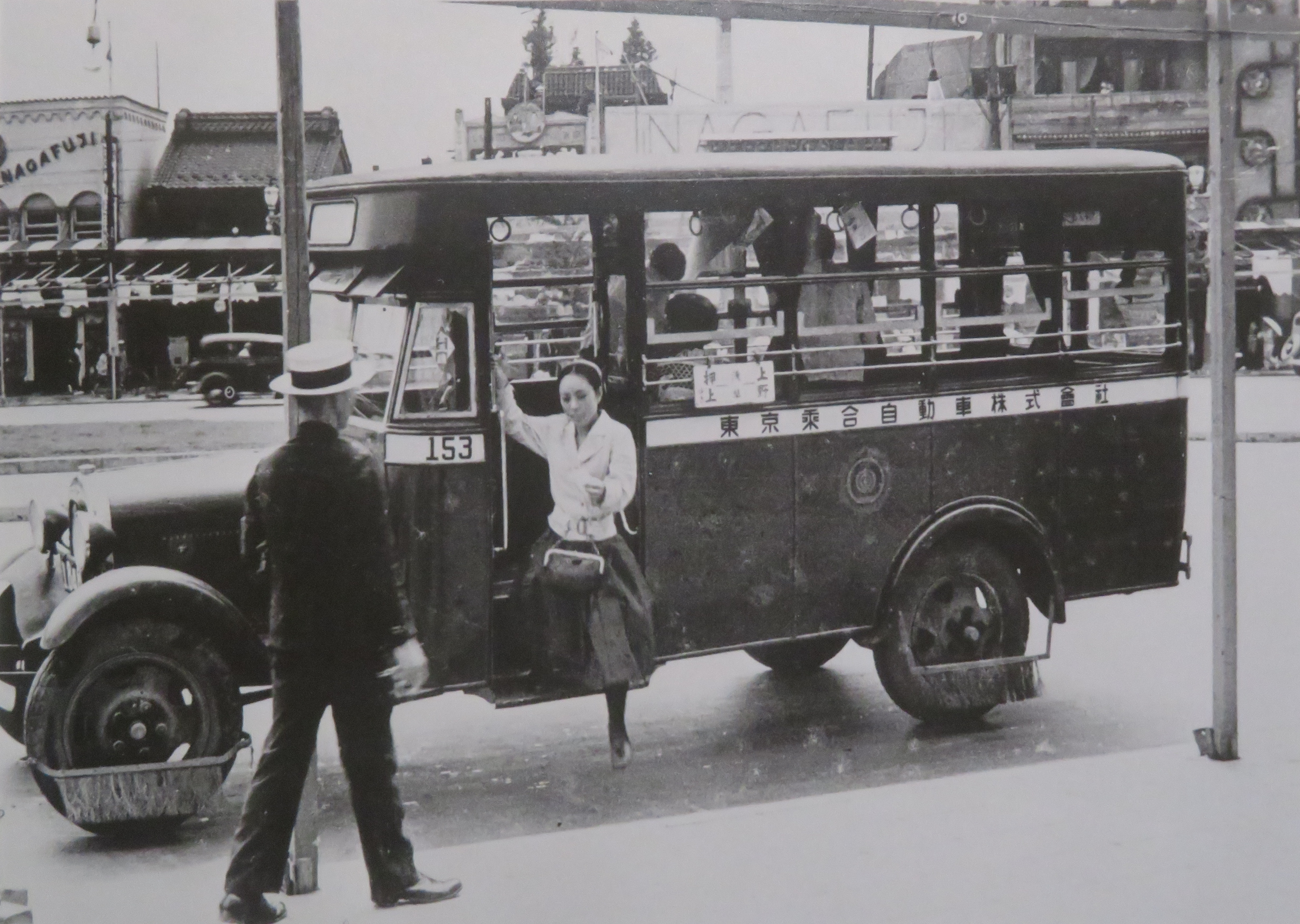
東京乗合自動車のバスと女性車掌（白襟嬢）。上野2丁目付近。（1934年、撮影：石川光陽）

日本で初めて乗合自動車の車掌に女性を採用したのは東京市街自動車であった。当時、梁瀬自動車に勤務していた田中常三郎は「青バスの堀内良平さんから、女の車掌を採用しようと思うがどうか、服装をどうしたらよいか、などの相談をうけました」と回顧している。また1919年（大正9年）12月に、新聞広告で「乗合自動車婦人車掌募集」が掲載されている。
営業当初は、少年車掌を乗務させていた。しかし、少年車掌は乗客から徴収した運賃の隠匿が多く、女性車掌の採用がアイデアとしてでた。反対する役員もあったが、実行したところ評判が良かった。
東京乗合自動車の女性車掌は、三越の白襟の洋服にベレー帽という制服であった。このため「白襟嬢」と愛称された。これに対抗して、1924年（大正13年）より東京市電気局の運営する市営バスも女性車掌を採用し、こちらは「赤襟嬢」と愛称された。

### 遊覧バス事業

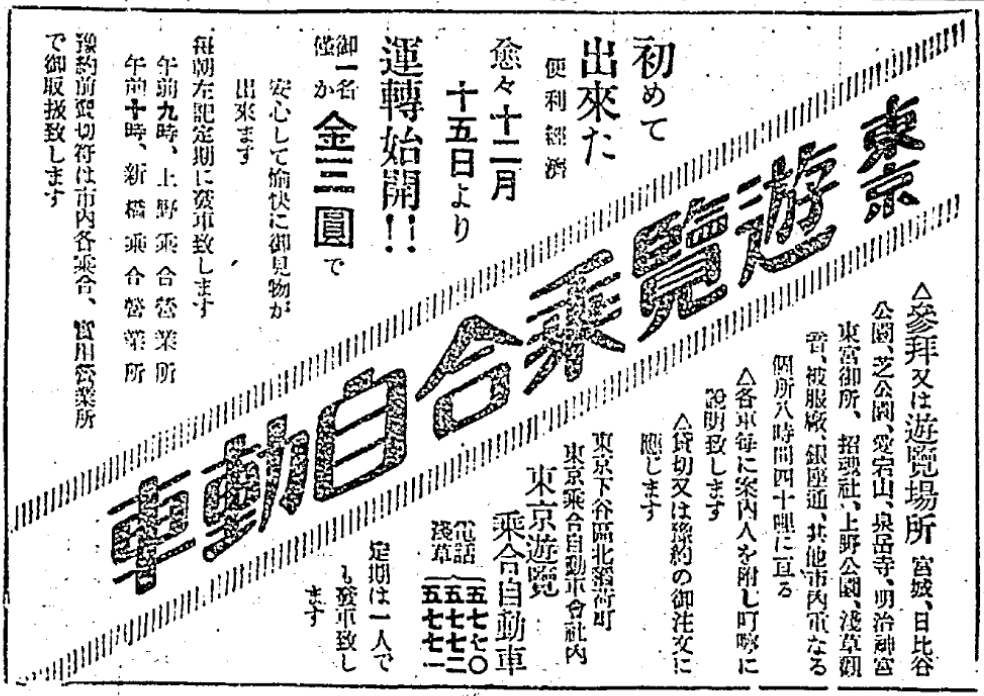
東京遊覧乗合自動車の新聞広告（朝日新聞1925年12月15日朝刊）

現在のはとバスの源流となる東京市内の遊覧バス事業であるが、一般には千代田自動車を経営し、専修大学で交通政策を教えていた渡辺滋の発案とされる。渡辺滋が、個人名義で東京市内の遊覧バス営業の許可を1924年（大正13年）に当局に願い出たが、東京乗合自動車との共同経営を条件として1年後に許可が降りた。
東京遊覧乗合自動車による東京市内の遊覧バスの営業が始まったのは、1925年（大正14年）12月15日からである。上野営業所に午前9時、または新橋営業所に午前10時に乗車。宮城（皇居）、日比谷公園、芝公園、愛宕山、泉岳寺、明治神宮、東宮御所、招魂社、上野公園、浅草観音、被服廠跡、銀座通りなどを8時間かけて回るコースであった。乗車料は大人3円、翌年には3円50銭となる。
1926年（大正15年）6月、東京遊覧乗合自動車の東京市内観光を目的とする一般乗合の定期路線が、東京乗合自動車に譲渡された。

### 地方会社への投資
1922年（大正11年）、新潟市街自動車が資本金4万円で設立。新潟市内で初めて6台の乗合バスを運行した。「資本金の四分の三が東京市街自動車関係が占め会社の実権は殆ど東京側に握られていた」という状況で、東京乗合自動車のノウハウその他を移転した会社だと考えられる。「赤バス」と呼ばれ、営業区間は新潟から白山の間であった。
1924年（大正13年）、東京と同じ「青バス」の愛称で設立された大阪乗合自動車に出資、監査役として渡辺六郎が就任している。しかし、創業直後から社内の内紛が起こり、1925年（大正14年）に取締役が一掃され、第三者割当増資で阪神国道電軌が引き受け、阪神電気鉄道の傘下になった。
1926年（大正15年）の『ダイヤモンド』によれば、京浜乗合自動車755株、前橋乗合自動車1,600株、群馬乗合自動車1,539株などに出資していた。

### 社債デフォルト
1927年（昭和2年）3月14日に第52回帝國議会で大蔵大臣片岡直温が「東京渡辺銀行が破綻した」と発言した。このため翌3月15日、東京渡辺銀行は休業となった。
しかし東京渡辺銀行は以前より経営難の噂があり、支店段階では取り付け騒ぎが発生していた。これを東京乗合自動車の日銭で乗り切る状況であった。実際、東京乗合自動車は東京渡辺銀行の最大預金者となっていた。また、社長の渡辺六郎が東京乗合自動車名義の支払手形を乱発し、東京渡辺銀行の資金に流用していることが発覚。渡辺六郎社長が辞任することになった。
1925年（大正14年）1月に東京乗合自動車が起債した第1回社債150万円が、償還期限の1928年（昭和3年）1月26日に償還不能に陥った。社債権者集会を経て、一部を現金償還し、大半は第3回社債への借り換えとなった。

### 経営立て直しと内紛
1931年（昭和6年）、堀内良平が社長に就任した。堀内の仕事は、渡辺家への債権回収と経営の立て直しであった。それ以前より問題発覚後は東京乗合自動車の株式配当を無配とし、役員賞与も取りやめた。
堀内は社長就任前後から東京市電気局に対して身売り交渉を行っていた。堀内は950万円前後の評価額を示したが、東京市側は800万円の査定額で譲らず、身売りは暗礁に乗り上げた。1931年（昭和6年）、東京乗合自動車は東京市営バスとの競合区間において1区7銭を5銭に値下げし、市営バスとの営業競争を挑んだ。
堀内は起死回生策として、傘下の京浜乗合自動車に建設計画中であった京浜新国道（第二京浜国道）の営業免許を獲得させようと奔走した。この際、有力政治家に献金したことを口実に、1931年（昭和6年）3月、社長の座を追われることになった。堀内の後任として重役の間で根津嘉一郎に社長の選任を一任することを取り決めた。しかし、委任状を取りまとめた取締役が自身の留任を危惧し、自分の息子など自派閥の人間を取締役に選任するクーデターが起きた。
同時期、石崎石三らが東京乗合自動車の株を買い占め、取締役についた。同年7月、堀内は相談役も辞し経営陣から去った。また若尾璋八も取締役を辞し、甲州系に属する人物が取締役会から一掃された。
堀内良平が去った後、経営の主導権争いが石崎石三の派閥と上林慶喜の派閥の間で表面化した。度々、臨時株主総会が開催され、頻繁に役員の交代が起きた。また臨時株主総会を招集した上林慶喜が公正証書不実記載で起訴されるという事態にまで発展した。
1933年（昭和8年）下期に兵庫県知事であった長延連が社長に就任して、経営陣がそっくり入れ替わった。
一方で1932年（昭和7年）7月に東京乗合自動車新宿営業所がストライキを実施。1933年（昭和8年）8月、労働争議が発生。1936年（昭和11年）9月、東京乗合自動車の従業員70人がストライキを実施した。

### 東京地下鉄道の傘下入り

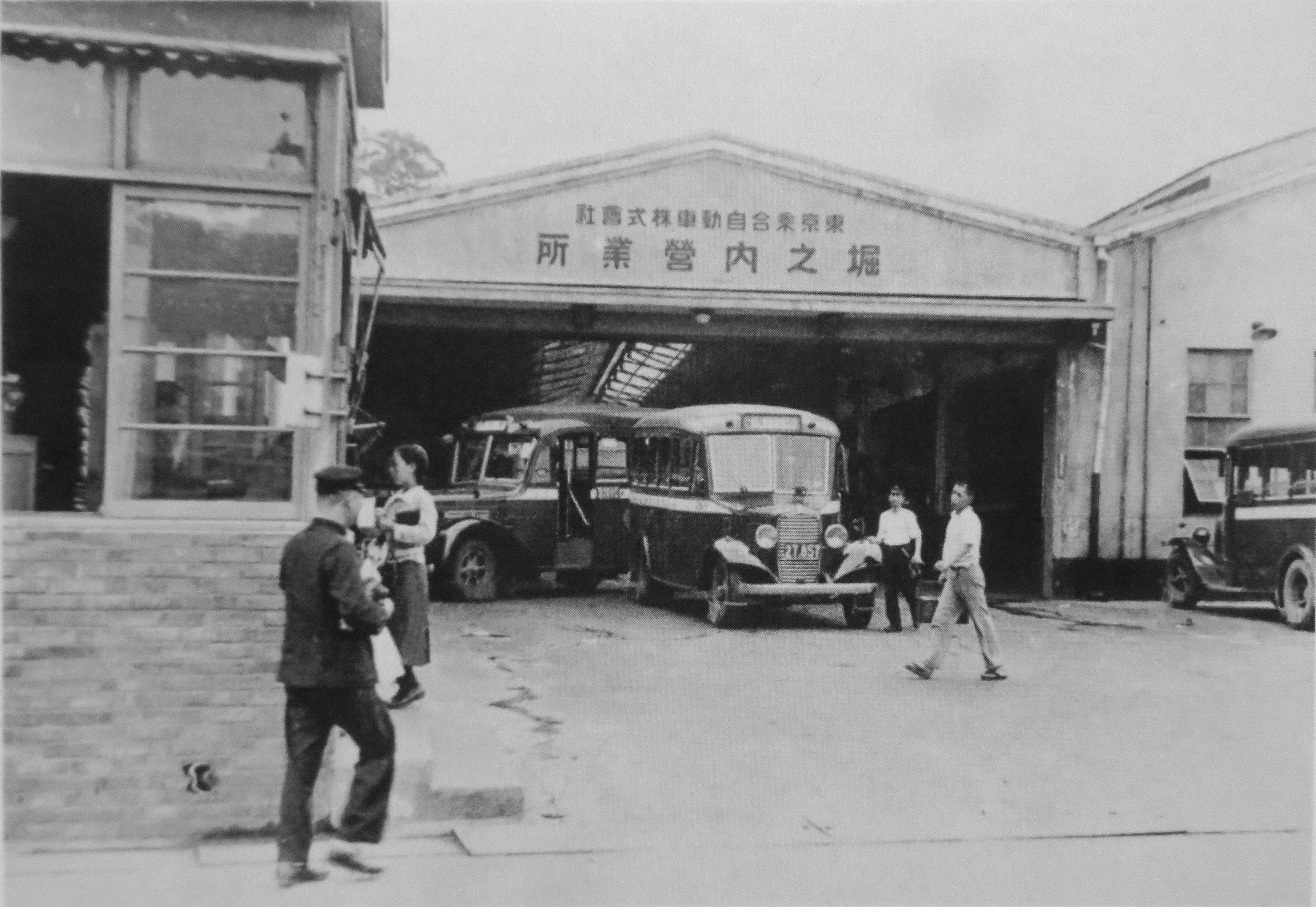
東京乗合自動車、堀之内営業所（1936年、撮影：石川光陽）

社内の内紛により根津による東京乗合自動車の系列化は頓挫したが、水面下では着々と進展していた。例えば、根津系列の愛国生命保険は第5回社債（1930年12月発行）および第6回担保付社債（1933年12月発行）を引受けていた。
結局、石崎石三らが所有していた東京乗合自動車株は根津系の東京地下鉄道が買い取り、1935年（昭和10年）東京地下鉄道が88,785株を所有する筆頭株主として株主名簿に登場した。また同じ根津系の帝国興業や富国徴兵保険（現：富国生命保険）なども大株主として名を連ねた。早川徳次が社長に就任し、長延連ら経営陣は退陣した。
この動きは、1934年（昭和9年）に設立された東京高速鉄道に対応し、東京高速鉄道に先んじて東京の乗合自動車網を傘下に置こうとしたものではないかと推測されている。一方で、同時期に渡辺銀行傘下の渡辺保全、東京湾汽船（現：東海汽船）なども根津系企業の傘下に収まっており、渡辺系企業の根津財閥への包含過程の一環として捉えることもできるという推測も可能である。

### 夜の遊覧バス
1931年（昭和6年）に自動車交通事業法が制定され、バス事業・タクシー事業を含む陸運監督権は鉄道省にまとめられた。鉄道省はバス事業への新規参入、新路線の開設を制限する傾向があった。このような情勢の中、海外のバス営業の研究を行い、イギリスの「ナイトバス」にヒントを得て、企画されたのが「夜の遊覧バス」であった。
1937年（昭和12年）4月に開始。バスコースは、「日比谷美松コーヒーホール、京橋日米ダンスホール、浅草六区街、吉原遊廓、カフェーメトロポリタン《原文ママ》」。新橋駅前を夕方6時に出発し、料金は2円。好評を博したが、日中戦争の勃発により、開始4ヶ月で打ち切りとなった。

### 戦時統制と吸収合併
1937年（昭和12年）、日中戦争の勃発によりガソリンを燃料としたバス事業にも統制の動きが生じた。同年11月には緊急やむを得ない場合の他は新規バス業者の許可を認めず、増車などの事業計画も極力抑制せよという通達がでた。
1938年（昭和13年）、陸上交通事業調整法が施行された。しかし、陸上交通事業調整法の制定以前に、鉄道事業者が中心となり合同会社を設立、東京市下の市バス・市電・地下鉄・青バスを共同経営化することが提案されていた。これはバス事業の全国的な発展が鉄道・軌道事業の経営を圧迫した原因であり、これが鉄道事業者によるバス事業への圧力とバス事業者の吸収となって現れたものの一つだと理解される。
陸上交通事業調整法が施行された後、東京市内の鉄道バス事業の統合について東京市直営案と官公私共同出資の特殊会社案の2案があり、議論がまとまらなかった。暫定的に東京乗合自動車は1938年（昭和13年）、東京地下鉄道に吸収合併された。

## 東京地下鉄道への吸収合併後の変遷

### 路線バス事業
陸上交通事業調整法により東京市は市内交通の整理に乗り出した。1941年（昭和16年）7月、東京地下鉄道のバス事業は東京市に、地下鉄事業は帝都高速度交通営団に譲渡することが決定。9月1日、東京地下鉄道および東京高速鉄道、および全線未成線の京浜地下鉄道が帝都高速度交通営団に譲渡され、東京市内の地下鉄事業が統合された。
1942年（昭和17年）2月1日、青バスにも東京市のマークが貼り付けられ、東京市営バスと統合した。この日、東京市は東京地下鉄道のバス事業（青バス・ユーランバス・葛飾乗合自動車）と、東京環状乗合自動車と城東乗合自動車、王子電気軌道の全線、東京横浜電鉄、京王電気軌道のバス事業の一部を買収し、陸上交通事業調整法による交通調整を完了した。1943年（昭和18年）7月1日に東京都制が敷かれ、東京市電気局は東京都交通局に改称された。

### 遊覧バス事業
東京乗合自動車が東京地下鉄道の傘下に入った後も遊覧バス事業は続けられたが、1940年（昭和15年）10月、日中戦争の戦時体制下の交通事業整理の名目で営業休止となる。第二次世界大戦後に遊覧バス事業は1948年（昭和23年）8月に東京都出資の新日本観光に継承された。1963年、新日本観光は、はとバスと改名した。

## 営業路線と運賃
本項では1926年（大正15年）頃の営業路線と運賃を示す。

### 運賃
運賃は1区7銭。1919年の開業時、運賃は1区10銭であった。回数券があり、1円券（16区分）、3円券（50区分）、5円券（90区分）の3種類があった。

### 上野・浅草・新橋線
| 区間            | 距離(km) | 所要時間(分) |
| --------------- | -------- | ------------ |
| 新橋 - 日本橋   | 2.23     | 10           |
| 日本橋 - 須田町 | 1.63     | 6            |
| 須田町 - 上野   | 1.62     | 7            |
| 上野 - 雷門     | 2.40     | 8            |
| 雷門 - 浅草橋   | 2.06     | 7            |
| 浅草橋 - 日本橋 | 2.04     | 9            |

この路線は循環線となっていた。運賃は新橋から日本橋まで7銭、新橋から須田町まで14銭、新橋から上野まで21銭。

### 新橋・札ノ辻線
| 区間            | 距離(km) | 所要時間(分) |
| --------------- | -------- | ------------ |
| 新橋 - 金杉橋   | 1.73     | 5            |
| 金杉橋 - 札ノ辻 | 1.33     | 4            |

運賃は新橋から金杉橋まで7銭、新橋から札ノ辻まで14銭。

### 押上線
| 区間        | 距離(km) | 所要時間(分) |
| ----------- | -------- | ------------ |
| 雷門 - 押上 | 1.78     | 7            |

運賃は雷門から押上まで7銭。

### 新宿・築地・茅場線
| 区間                | 距離(km) | 所要時間(分) |
| ------------------- | -------- | ------------ |
| 新宿 - 大木戸       | 1.79     | 7            |
| 大木戸 - 麹町九丁目 | 1.56     | 6            |
| 麹町九丁目 - 桜田門 | 2.34     | 7            |
| 桜田門 - 東京駅     | 1.78     | 7            |
| 東京駅 - 茅場町     | 1.57     | 7            |
| 桜田門 - 築地       | 1.87     | 10           |

運賃は新宿から大木戸まで7銭、新宿から麹町九丁目まで14銭、新宿から桜田門 まで21銭、新宿から東京駅・築地まで28銭、新宿から茅場町まで35銭。

### 新宿・堀之内線
| 区間                      | 距離(km) | 所要時間(分) |
| ------------------------- | -------- | ------------ |
| 新宿 - 中野（鍋屋横丁）   | 2.69     | 13           |
| 中野（鍋屋横丁） - 堀之内 | 2.13     | 10           |

運賃は新宿から中野（鍋屋横丁）まで7銭、新宿から堀之内まで14銭。

### 神宮線
| 区間                  | 距離(km) | 所要時間(分) |
| --------------------- | -------- | ------------ |
| 青山六丁目 - 明治神宮 | 0.97     | 3            |

運賃は青山六丁目から明治神宮まで7銭。

### 洲崎線
| 区間            | 距離(km) | 所要時間(分) |
| --------------- | -------- | ------------ |
| 大手町 - 永代橋 | 2.17     | 6            |
| 永代橋 - 洲崎   | 2.34     | 6            |

運賃は大手町から永代橋まで7銭、大手町から洲崎まで14銭。

## 歴代社長
- 渡辺勝三郎（1918年 - 1924年）
- 渡辺六郎（1924年 - 1927年）
- （空席）（1927年 - 1928年）
- 堀内良平（1928年 - 1931年）
- （空席）（1931年 - 1933年）
- 長延連（1933年 - 1935年）
- 早川徳次（1935年 - 1942年）